# トヨタ・ピクシスエポック
ピクシス エポック（PIXIS EPOCH）は、トヨタ自動車が販売する軽自動車である。

## 概要
子会社のダイハツ工業からOEM供給を受ける形式で2011年9月に発売を開始したトヨタブランドの軽自動車「ピクシス」シリーズはこれまで、ムーヴ コンテベースの軽トールワゴンであるピクシス スペース、ハイゼット トラックベースの軽トラックであるピクシス トラック、ハイゼット カーゴベースの軽キャブオーバーバンであるピクシス バンの3車種を発売してきた。
今回、第3弾として発売されるピクシスエポックはミラ イース（ミラシリーズ、以下イース）をベースにした優れた低燃費と購入しやすい価格が特徴の軽ハッチバック（軽セダン）である。
2012年12月に富士重工業（現・SUBARU）から同じイースをベースとしたプレオ+（プラス）（2018年3月まではプレオシリーズ）が発売され、3姉妹車種となった。
ピクシスジョイが生産終了した2023年6月以降はコペンGR SPORTを除いたトヨタブランドにおける唯一の軽乗用車となっている。

## 初代 LA300A/310A型（2012年 - 2017年）

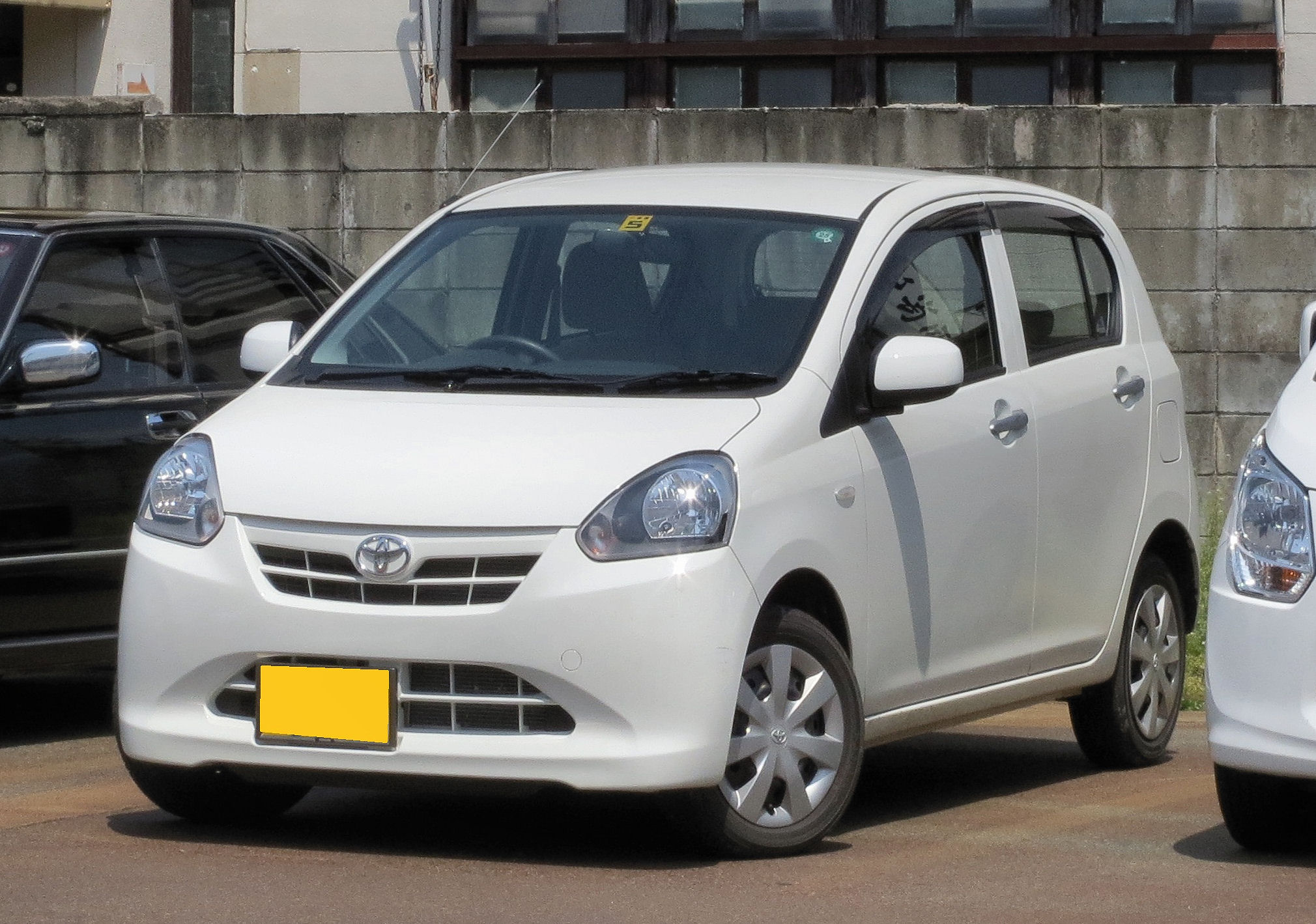
Xf（前期型）
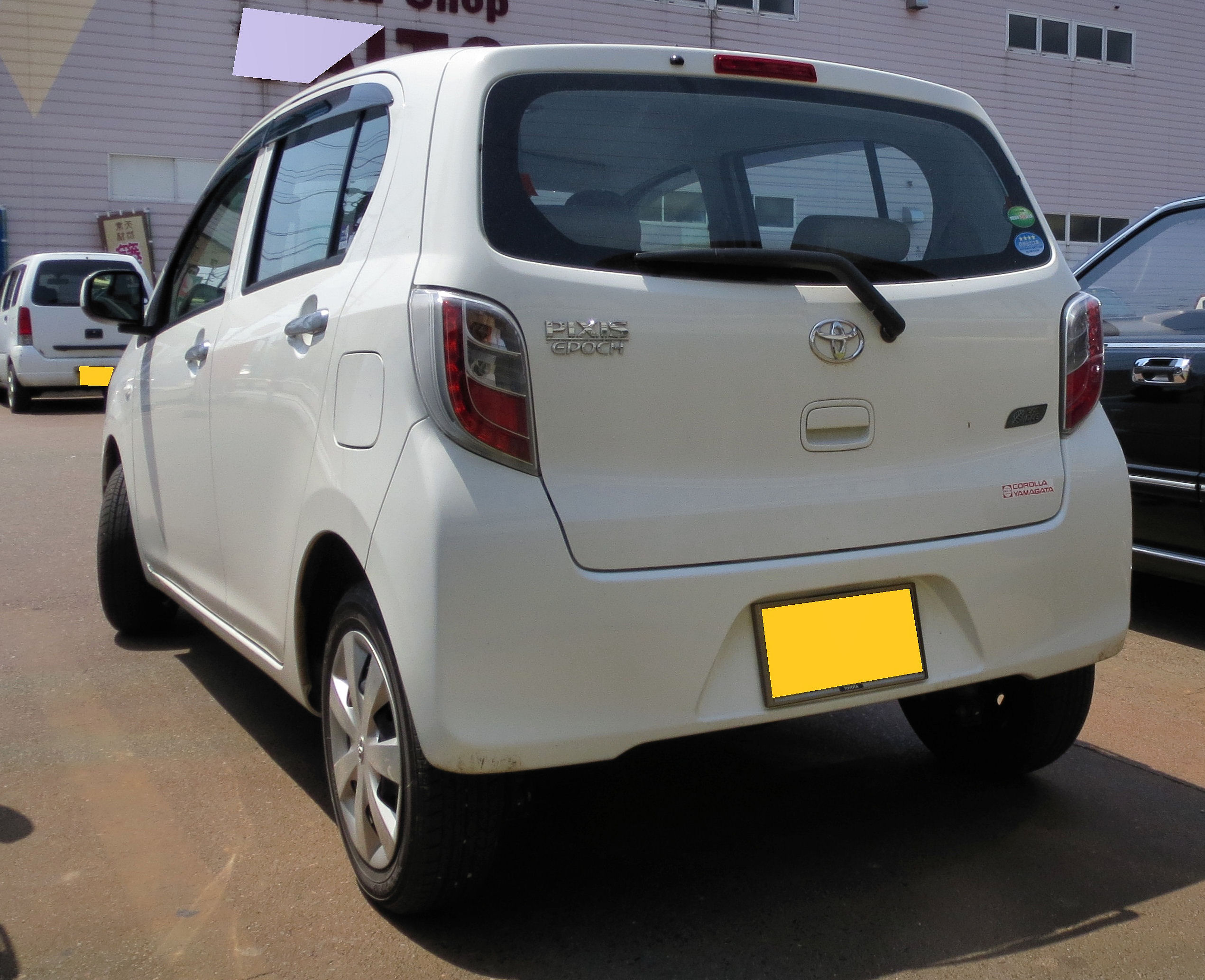
Xf（前期型・リヤ）

2012年5月10日
発表・同時に販売開始。
グレード体系・装備内容・ボディカラー・価格はイースと同一で、エンブレム類が異なる程度である。なお、リアのエンブレム配置は車名エンブレムが左上、「eco IDLE（エコアイドル）」エンブレムが右下とイースとは逆の配置となる。
2013年8月19日
マイナーチェンジ（イース、プレオ+も同日にマイナーチェンジ）。
エンジンに「クールドi-EGR」やCVTサーモコントローラーなどを採用するとともに、フロントデザインの変更やタイヤディフレクターの採用。さらに、2WD車はフロアアンダーカバーとローダウンサスペンションも採用したことで空力性能を高めるなど燃費性能を高め、JC08モードで2WD車は33.4km/L、4WD車は30.4km/Lにそれぞれ向上された。また、60km/h以上で走行の際、急ブレーキ時にハザードランプを点滅させることにより、後続車に注意を促すエマージェンシーストップシグナルを全車に標準装備するとともに、トヨタブランドの車種としては初採用となる、低速域衝突回避支援ブレーキ機能、誤発進抑制制御機能、先行車発進お知らせ機能、VSC&TRCで構成された衝突被害軽減ブレーキ「スマートアシスト」（以下「スマアシ」）を一部のグレードに設定し、安全性能も強化。サスペンションの特性とフロントシート形状を変更することで乗り心地を、吸遮音材の性能向上や配置変更により静粛性をそれぞれ高めた。さらに、フロントデザインの変更に加え、インパネセンター部の配色も変更された。ボディカラーは「D」を除く全グレードで変更を行い、「シェルローズ」を廃止する替わりに、エポックでは設定がなかった「ライトローズマイカメタリック」、「アーバンナイトブルークリスタルメタリック（オプションカラー）」、新色の「シャイニングレッド」の3色を追加した。グレード体系が一部変更となり、最上位グレードの「G」・「Gf」はスマアシやヘッドランプ自動消灯システム、オート格納式ドアミラー（「Gf」はヒーター付）を追加して装備を充実し、「G"SA"」・「Gf"SA"」に改名し、スマアシを標準装備した「L"SA"」・「Lf"SA"」・「X"SA"」・「Xf"SA"」を新設した。
2014年7月9日
一部改良（イース、プレオ+も同日に一部改良）。
圧縮比向上などエンジンの改良により、JC08モード燃費で2WD車は35.2km/L、4WD車は32.2km/Lにそれぞれ向上。併せて、X系グレードと「G"SA"」・「Gf"SA"」には、ブラックシート表皮を採用した「ブラックインテリアパック」をオプション設定した。本オプションを適用した場合、グレードにより、16cm 4ドアスピーカー（「G"SA"」のみ）、助手席用シートアンダートレイ（「G"SA"」・「Gf"SA"」）、革巻ステアリングホイール（メッキオーナメント付、X系グレード・「Gf"SA"」）、プレミアムシャインブラックのオーディオパネル（X系グレード）が追加で装備される。
2015年4月8日
一部改良（仕様変更扱い、イース、プレオ+も同日に一部改良）。
アイドリングストップ機能「eco IDLE」を改良し、エンジン再始動の条件にステアリング操作を追加。また、坂道発進時、ブレーキペダルからアクセルペダルに踏みかえる時に車両の後退を防ぐヒルホールドシステムを全車に標準装備した。バックドアに貼り付けられていたeco IDLEエンブレムを廃止。
2016年7月22日
仕様変更。OEM元のイース同様、ボディカラーの「アーバンナイトブルークリスタルメタリック（オプションカラー）」を廃止。
2017年4月
初代イース、および初代プレオ+と共に生産終了。在庫分のみの販売となる。
2017年5月12日
フルモデルチェンジに伴い初代モデルの販売を終了。
- Xf（前期型）
- Xf（前期型・リヤ）

## 2代目 LA350A/360A型（2017年 - ）

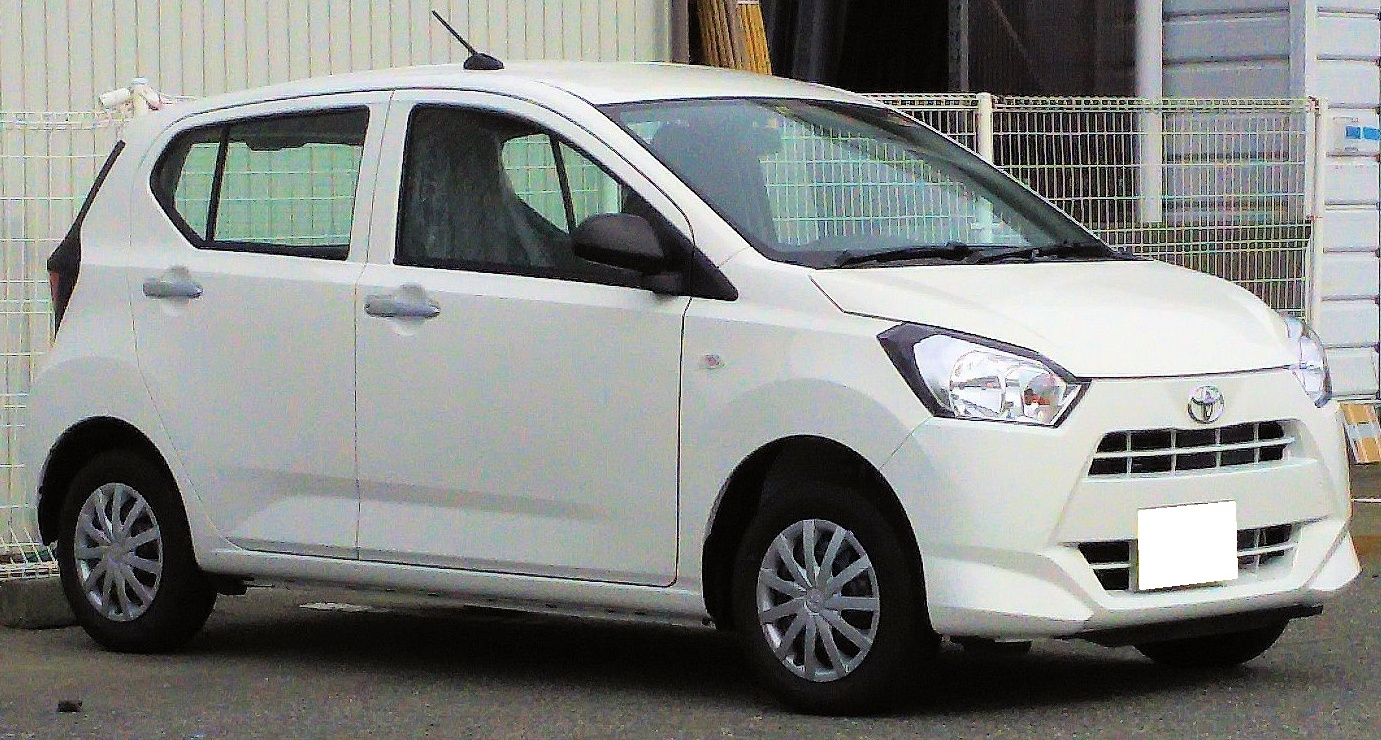
L 4WD
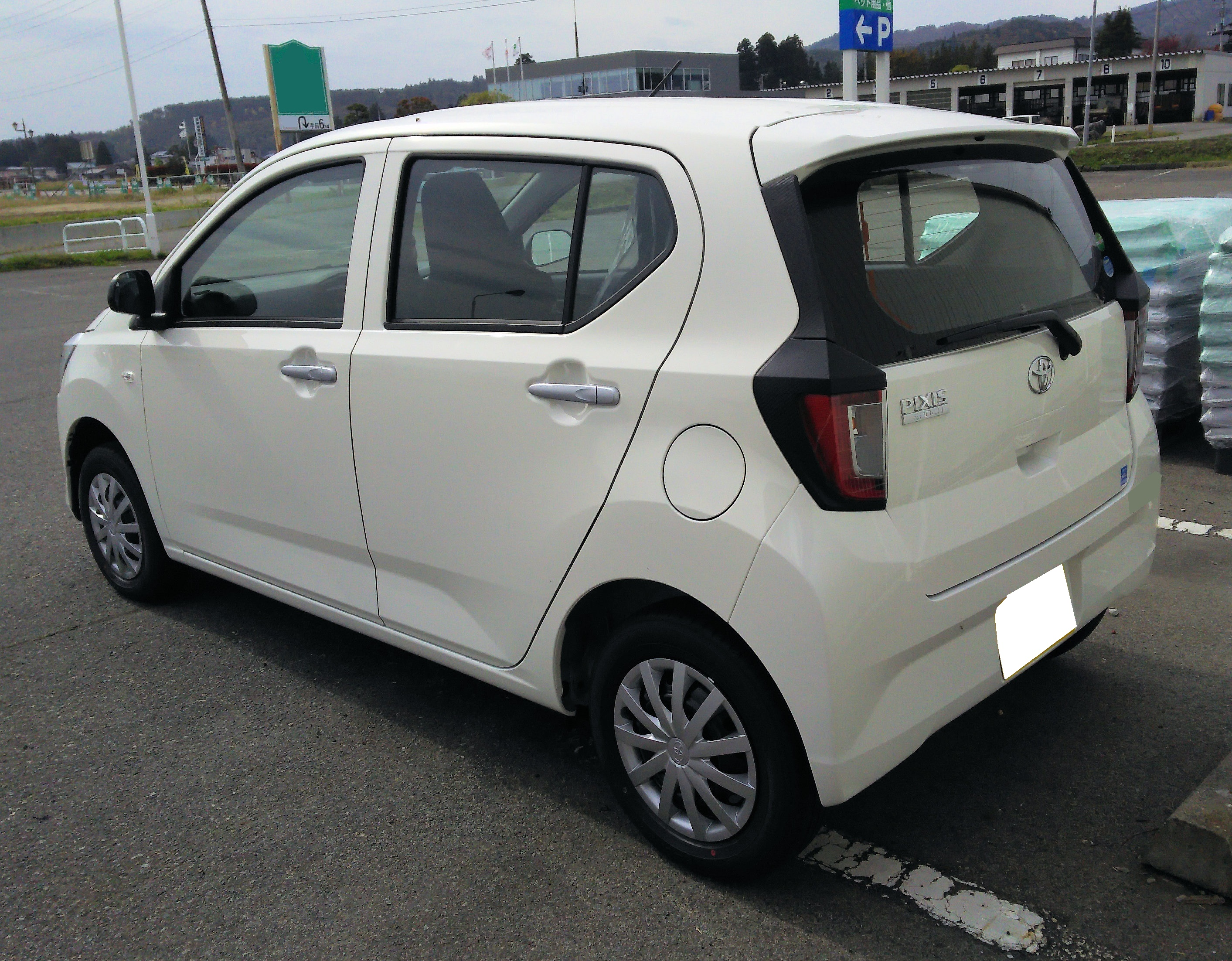
L 4WD(リヤ）

2017年5月12日
「ミラ イース」、「プレオ+」から3日遅れてフルモデルチェンジ。
外観は初代同様、エンブレム類が変更されている点に加え、「G"SA III"」では、14インチアルミホイールのセンターキャップの意匠がブラック（トヨタのCI入り）に変更されている違いがある。パワートレインは初代モデルを踏襲しているが、アクセルペダルに対するエンジン反応をよくしたことで発進や追越時の加速性能を向上。初代・後期型モデルで導入済みの衝突回避支援システム「スマートアシスト」はピクシスシリーズで初となるステレオカメラ方式の「スマートアシストIII」となったことで、衝突回避支援ブレーキ機能を対歩行者にも対応したほか、オートハイビームなどを追加。内装ではドライビングポジションの改善などを行い、バックドアは登録車に採用されていることが多いスイッチ式バックドアオープナーを標準装備した。
グレード構成・車両本体価格・装備内容・オプション内容は2代目ミライースと同一である。そのため、4WD車は2WD車と同じグレード名に統一の上、初代の「L」・「L"SA"」・「X"SA"」・「G"SA"」は踏襲され、「L"SA"」・「X"SA"」・「G"SA"」は「スマートアシストIII」の搭載に伴って「L"SA III"」・「X"SA III"」・「G"SA III"」にそれぞれ改名。また、「X」は「X"SA III"」へ統合のため廃止し、廉価グレードの「D」も廃止。替わって、ビジネス向けグレードの「B」と「B"SA III"」を追加した。
ボディカラーも2代目ミライースに準じており、初代モデルのボディカラーのうちプラムブラウンクリスタルマイカ（メーカーオプション）、ブライトシルバーメタリック、パールホワイトIII（メーカーオプション）、ブラックマイカメタリックの4色を継続設定し、ホワイトは色番号を<W19>に変更の上、「B」・「L」（其々の"SA III"を含む）専用色に移行。また、新規色のスカイブルーメタリック、スプラッシュブルーメタリック（「X"SA III"」・「G"SA III"」専用色）、マゼンタベリーマイカメタリック（「L」・「L"SA III"」・「X"SA III"」・「G"SA III"」専用色）、レモンスカッシュクリスタルメタリック（「X"SA III"」・「G"SA III"」専用色）の4色を追加した。なお、「B」・「B"SA III"」はイース同様にスカイブルーメタリック、ブライトシルバーメタリック、ホワイトの3色のみとなる。
2018年8月1日
一部改良（仕様変更扱い）。燃料消費率と排出ガスがWLTCモードに対応（燃料消費率に関してはJC08モードも併記）し、「平成30年排出ガス基準50%低減レベル（☆☆☆☆）」認定が新たに取得された。
2020年1月
仕様変更。「L」・「L"SA III"」・「X"SA III"」・「G"SA III"」においてボディカラーの設定が変更され、マゼンタベリーマイカメタリックを廃止する替わりに、ファイアークオーツレッドメタリックが新たに設定された。
2020年5月1日（補足）
東京都を除く全ての地域での全車種併売化に伴い、トヨタ店・トヨペット店での取扱地域が全国に拡大された。
2020年9月
仕様変更。「L」・「L"SA III"」・「X"SA III"」・「G"SA III"」においてボディカラーの設定が変更され、パール系（メーカーオプション）のパールホワイトIIIをシャイニングホワイトパールに差し替えた。
2020年12月1日
一部改良（仕様変更扱い）。オートライトを全車に標準装備された。
2022年7月25日
ピクシスジョイと共に一部改良。車外騒音規制などの法規対応を行うのみで、性能・装備・グレード体系は従来通りとなる。
2023年12月20日（補足）
OEM元のダイハツ工業の不正問題の調査で対象がこれまで判明していた6車種から当車種を含めたほぼ全ての車種に拡大することが明らかとなり、国内外の全てのダイハツ工業製の車種の出荷を停止する方向で調整することとなった。
2024年9月3日
一部改良を発表（10月1日発売）。
リアのソナーを2個から4個に増強され、従来は4WD車のみだった寒冷地仕様（エンジンクーラント濃度を50%に設定）を2WD車にも拡大して標準装備化。グレード体系が整理され、スマアシ非装備グレードの「B」と「L」が廃止されたことでスマアシは全車標準装備となった。
- L 4WD
- L 4WD(リヤ）

## 車名の由来
エポック（EPOCH）とは、「（新）時代」を意味する。

## 2020年4月30日までの取扱チャネル
- トヨタカローラ店
- ネッツ店
- トヨタモビリティ東京（旧東京トヨタ自動車、旧東京トヨペットの店舗についてはトヨタモビリティ東京へ統合した2019年4月以降）

なお、他の「ピクシス」シリーズ同様、軽自動車市場比率の高い地域で取扱希望のあった青森県、秋田県、鳥取県、島根県、四国地区（東かがわトヨタ自動車販売を除く。5月1日以降も引き続き取り扱わない）、福岡県を除く九州・沖縄地区においては、トヨタ店、トヨペット店を含めた全てのトヨタの販売店での取り扱いとなっていた。
また、新車の展示については取扱店舗から更に選定された「ピクシス・ステーション」と呼ばれる一部の店舗に限られていた。